# Varvara Stepánova
Varvara Fiódorovna Stepánova (en ruso: Варва́ра Фёдоровна Степа́нова. Kaunas, actual Lituania, 28 de octubrejul./ 9 de noviembre de 1894greg.-Moscú, 20 de mayo de 1958) fue una artista rusa polifacética: poeta, pintora, diseñadora gráfica, de diseño textil y de escenografías.

## Biografía
Varvara Stepánova procedía de una familia campesina. Recibió educación en la Escuela de Arte de Kazán, Odesa, donde inició en 1910 sus estudios de arte.  Allí conoció a su amigo y colaborador Aleksandr Ródchenko con el que contraerá matrimonio. En 1912 se trasladaron juntos a Moscú. Allí asiste a la Escuela Stroganov recibiendo clases de pintura de Konstatin Yuon y Ilya Mashov. Ella misma imparte clases particulares de arte, al tiempo que trabaja como secretaria contable en una fábrica y realiza sus primeras exposiciones.
En los años que precedieron a la Revolución rusa de 1917 compartió un apartamento en Moscú con Vasili Kandinski y, a través de él, Stepánova conoció a Aleksandra Ekster y Liubov Popova. Estas artistas pronto se convirtieron en figuras relevantes de la vanguardia rusa, siendo conocidas como Las Amazonas por su lucha para que el arte de las mujeres fuera reconocido sin atender a su sexo. 
El nuevo arte abstracto en Rusia que comenzó alrededor de 1909, fue una culminación de influencias del cubismo, el futurismo italiano y el arte campesino tradicional. Stepánova siempre se interesó por disciplinas que ayudaran a que el arte fuera accesible a las masas y diseñó obras «cubofuturistas» para varios libros de artistas. 
Tras la revolución de 1917 abandonó la pintura de caballete y se dedicó, junto con su amiga Popova, al diseño gráfico y la escenografía teatral. Dentro del nuevo orden industrial y cultural  diseñaron ropa de trabajo y de deporte buscando siempre la funcionalidad, recogiendo las ideas del constructivismo. El trabajo creativo de Stepánova ha llegado hasta nuestros días, lo podemos ver en pasarelas y en los coloridos diseños de marcas deportivas, como Nike y Adidas. 
Fue miembro del Instituto de Cultura Artística, organización creada en 1920 por la vanguardia rusa para investigar las perspectivas artísticas de Rusia después de la revolución. Por no tener titulación académica y dedicarse a tomar notas en las reuniones aparece como alguien secundario pese a su inestimable contribución a la fundación del Constructivismo, uno de los movimientos artísticos más influyentes del siglo XX. En 1921 fue la única mujer que participó en una serie de conferencias que explicaron la teoría artística del Constructivismo.
Su obra poética está influenciada por los poetas del futurismo ruso a los que admiraba, pero fue innovadora en lo que se vino a denominar poesía visual no objetual. Fue una de las primeras artistas en incluir poesía visual en una exposición. De esta época son sus libros más conocidos:  Aust Chaba y Zigra Art de los que podemos encontrar una muestra en el MOMA de Nueva York.
A Varvara Stepánova se la conocía como La artista frenética por sus ganas frenéticas de probarlo todo. La variedad de disciplinas artísticas que practicó a lo largo de su vida hace que sea una artista difícil de clasificar.